# さいたまディレーブ
さいたまディレーブ（Saitama DRaVe）は、埼玉県さいたま市を本拠地とする自転車ロードレースのプロチームである。株式会社オリエンタルスポーツが運営している。
埼玉県が自転車保有率日本一であること、 それにツール・ド・フランスさいたまクリテリウムがきっかけとなり地域密着型のプロロードレースチームとして発足された。
競技チームはUCIコンチネンタルチーム(アジア)に属し、ジャパンサイクルリーグに属している。チーム名は埼玉県に残る竜伝承に由来するドラゴン（Dragon）のDと、フランス語で「夢」を意味するレーブ（Rave）の造語。
2023年シーズンより、レース活動については那須ブラーゼンと統合したさいたま那須サンブレイブにて行うと公表。双方の運営会社は統合せず、自転車安全教室などの地域貢献活動では、引き続きさいたまディレーブとして従来のジャージ着用となる。
2024年シーズンは那須ブラーゼンの運営会社撤退によりさいたま佐渡サンブレイブとして活動。

## 歴史
- 2019年
  - 9月2日 - チーム結成
- 2020年
  - Jプロツアーに参加
- 2021年
  - 新たに発足されるジャパンサイクルリーグに参戦[4]。

## チーム陣容
- 監督 - 長沼隆行
- ゼネラルマネージャー - 長沼隆行

| 選手名     | 国籍 | 生年月日      | 前年所属チーム             |
| ---------- | ---- | ------------- | -------------------------- |
| 高木三千成 | 日本 | 1993年4月16日 | 東京ヴェントス             |
| 岸崇仁     | 日本 | 1994年3月9日  | LEOMO Bellmare             |
| 阿部航大   | 日本 | 1996年6月9日  | Honda栃木                  |
| 小野康太郎 | 日本 | 1997年5月16日 | ヴェロ クラブ メンドリシオ |
| 藤田涼平   | 日本 | 1997年3月13日 | 東京ヴェントス             |
| 半田子竜   | 日本 | 1998年4月16日 | Honda栃木                  |
| 吉岡秀祐   | 日本 | 1999年5月4日  | 大阪経済大学               |
| 永塩幸之介 | 日本 | 2002年3月18日 | HINCAPIE LEOMO Bellmare    |

## 過去の所属選手
- 宇田川陽平
- 辻善光
- 渡邉慶太
- 安彦統賀